# Cheval de l'île de Sable
Vous lisez un « bon article » labellisé en 2025.
Le cheval de l'île de Sable (anglais : Sable Island Horse) est une population de chevaux sauvages autochtone de l'île du même nom, en Nouvelle-Écosse au Canada. Il y vit au moins depuis le XVIIIe siècle. Les premiers animaux sont lâchés à la fin du XVIIe siècle et forment une population qui retourne à l'état sauvage. Plus tard, des étalons sont adjoints à cette population dans le but d'améliorer la qualité du cheptel par la reproduction. Ces chevaux ont été chassés pour un usage privé ainsi que pour être utilisés comme une source de nourriture, ce qui les mène près de l'extinction.
Depuis 1960, le Canada protège officiellement cette race. À partir des années 1980, des études non invasives sont réalisées sur les troupeaux sauvages. Les chevaux de l'île de Sable, de modèle râblé, ont souvent une couleur de robe sombre. Une analyse génétique menée en 2007 conclut que cette population est génétiquement unique, et peut intéresser des biologistes. L'année suivante, la race est déclarée officiellement représentative de l'île de Sable. En 2011, l'île est  déclarée parc naturel. Protégés, les troupeaux d'environ 470 chevaux en 2024 ne subissent aucune intervention humaine. Ces animaux vivent uniquement sur l’île, depuis la mort en 2019 du dernier spécimen élevé sur le continent au parc animalier de Shubenacadie.

## Histoire

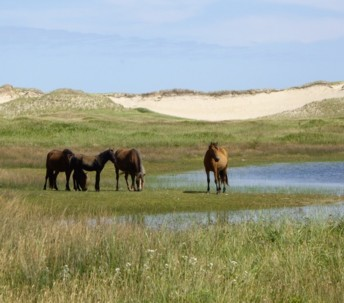
Groupe de chevaux de l'île de Sable à l'état sauvage.

La présence de chevaux féraux (retournés à l'état sauvage) sur l'île de Sable, à environ 240 km à l'est d'Halifax, a généré des controverses incessantes quant à l'origine de ces animaux,. Ils évoluent sous de rudes conditions climatiques et sans assistance humaine depuis de très nombreuses années. 

### Origine
Dans son ouvrage The Horse of Sable Island, Barbara J. Christie estime que ces animaux ont gagné l'île à la nage lorsque des navires coulaient dans la zone surnommée cimetière de l'Atlantique. Selon la Sable Island Preservation Trust comme selon le musée d'histoire naturelle de Nouvelle-Écosse, aucune preuve ne soutient cette hypothèse, qui relève d'une légende locale. Il n'existe pas plus de preuves que ces chevaux aient été introduits par des explorateurs portugais au XVIe siècle. La distance génétique entre le cheval de l'île de Sable et les chevaux ibériques est trop grande pour soutenir ces hypothèses.
Ces animaux ont été délibérément introduits dans l'île depuis la Nouvelle-Angleterre (région de Boston) au cours du XVIIIe siècle,,,,, plus vraisemblablement durant la seconde moitié de ce siècle selon les chercheurs Colpitts et al. en 2022. D'après Parcs Canada, les premières introductions ont eu lieu vers 1700. Un ecclésiastique de Boston, le révérend Andrew Le Mercier, aurait amené des animaux en 1737, mais la plupart sont volés par des marins de passage,. En 1755, l'armateur de Boston Thomas Hancock en introduit d'autres. Les chevaux actuels descendent principalement d'animaux saisis par les Britanniques aux Acadiens lors de la déportation des Acadiens,. Ces chevaux acadiens descendent de chevaux français issus des races bretonnes, andalouses et normandes, plus tard croisées avec des chevaux de la Nouvelle-Angleterre, dont des Barbes espagnols,.

### XIXeetXXesiècles

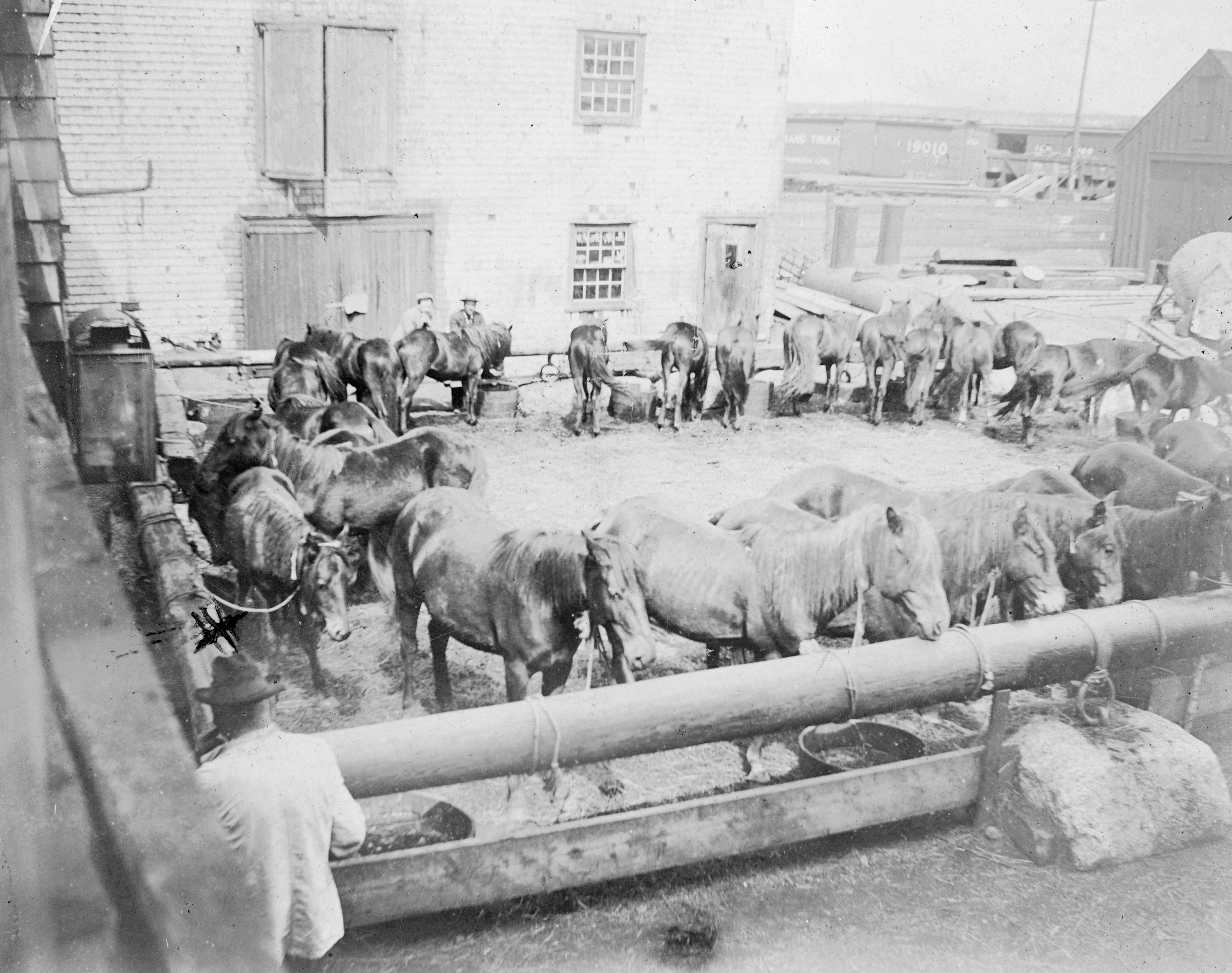
Chevaux de l'île de Sable à Halifax pour une vente aux enchères en 1902, après avoir été transportés depuis l'île.

Après la création de la  station de sauvetage par le gouvernement de la Nouvelle-Écosse sur l'île de Sable en 1801, les travailleurs ont débourré certains des chevaux pour transporter des fournitures et des équipements de sauvetage. Le personnel de sauvetage a enregistré l'importation d'un étalon de type acadien, Jolly, pris en 1801, qui était probablement similaire à celui des chevaux acadiens d'origine arrivés sur l'île,. Bien que Jolly n'ait pas été le premier cheval arrivé sur l'île, il a été le premier à être identifié par son nom dans les archives historiques, et est connu pour y avoir survécu jusqu'au moins 1812, alors âgé de 18 ans. D'autres reproducteurs, dont des chevaux Pur-sang, Morgan et Clydesdale, ont été envoyés sur l'île pendant la première moitié du XIXe siècle, dans l'espoir d'améliorer le type des chevaux et d'augmenter leur prix de revente sur le continent.
Au cours du XIXe siècle et du début du XXe siècle, les chevaux de l'île de Sable ont été régulièrement capturés et transportés sur le continent, où ils sont vendus, souvent pour l'abattage. Leur viande sert à fabriquer des aliments pour chiens à la fin des années 1950, ce qui conduit les chevaux de l'île au bord de l'extinction. Une campagne publique est lancée par des écoliers pour les sauver. En 1960, dans le cadre de la Loi sur la marine marchande du Canada, le gouvernement canadien déclare que ces chevaux sont entièrement protégés, et ne peuvent plus être chassés ni vendus. Cette loi interdit de les déranger, de les monter ou de les nourrir. Depuis lors, seules des études observationnelles non-invasives sont menées sur cette population équine.

## Description

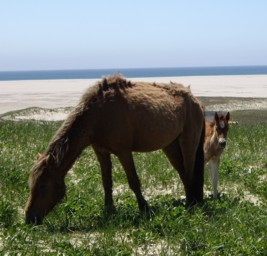
Jument de l'île de Sable et son poulain.

Les chevaux qui vivent sur l'île de Sable sont sauvages (féraux). Ils ont une parenté génétique relative avec le poney de Terre-Neuve,, mais aussi avec des races de chevaux nordiques telles que le Fjord et l'Islandais,. Ils sont donc proches des chevaux de travail polyvalents trouvés dans l'Est du Canada.

### Taille et poids
Ces chevaux mesurent généralement entre 1,32 et 1,42 m (13 et 14 mains) selon Hendricks et Dutson,. Caroline Silver et Martin Haller indiquent une moyenne de 1,40 m, tandis que pour Maurizio Bongianni, elle se situe à 1,42 m, et pour Kholová, à 1,45 m. La nourriture disponible sur l'île limite la taille ; les chevaux retirés de l'île qui s'alimentent avec des régimes plus nutritifs sont généralement plus grands,. 
Les mâles pèsent environ 360 kg et les femelles environ 300 kg,.

### Morphologie

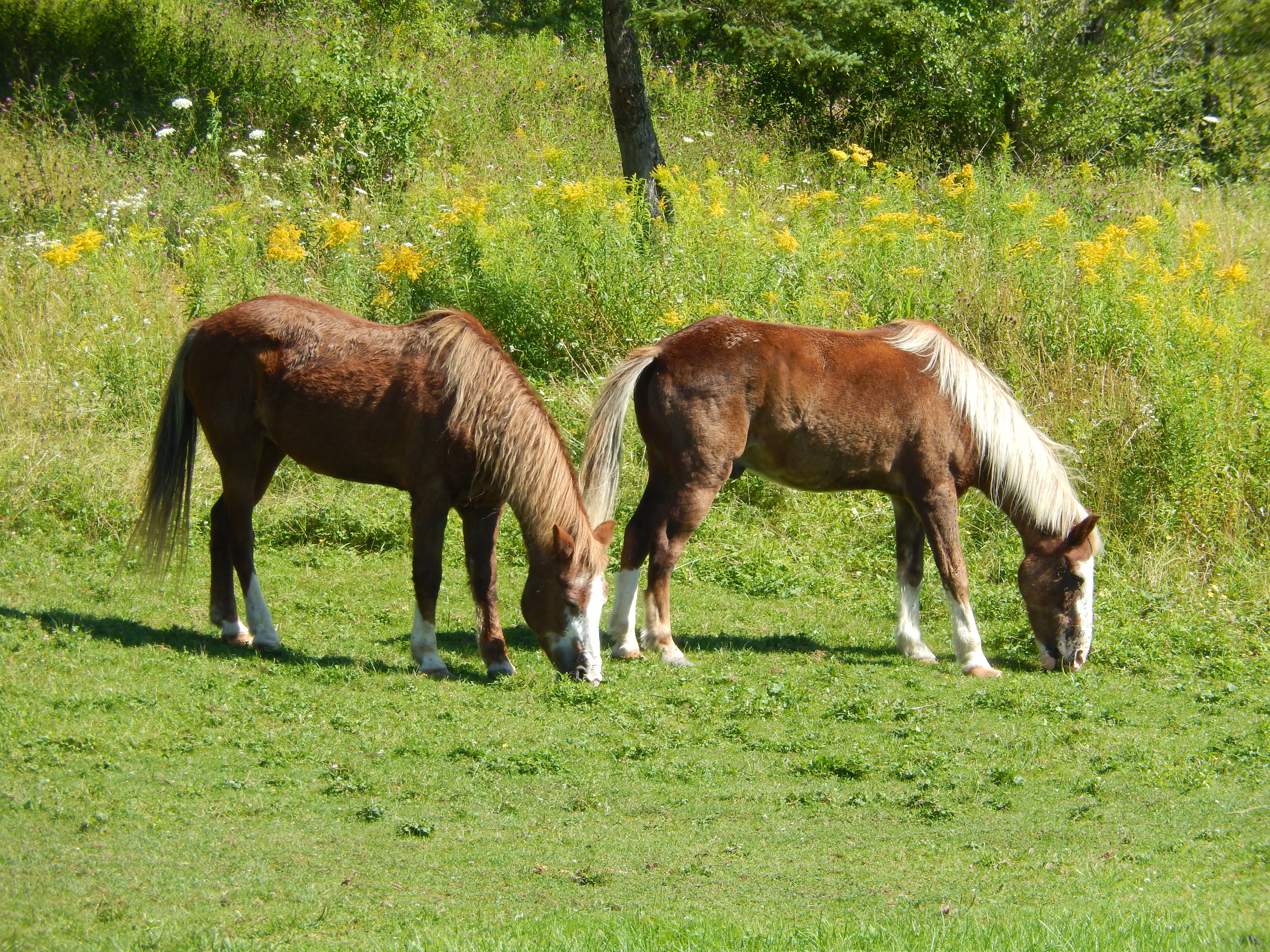
Deux chevaux alezans du parc animalier de Shubenacadie en 2017.

Le modèle, médioligne, est proche du cheval de selle. Bien qu'ils soient couramment nommés « poneys », leurs ancêtres sont tous des chevaux, et ils ne présentent pas l'apparence physique typique des poneys. Ces animaux souvent ramassés, trapus, et compacts, dégagent une impression générale de résistance. Physiquement, ils ressemblent à des chevaux espagnols. 
La tête est grande et lourde,,,, dotée d'un profil rectiligne et d'un front ample,. Il arrive rarement que le profil soit concave, mais les profils rectilignes ou convexes sont plus fréquents,. Les oreilles sont grandes, avec une pointe incurvée vers l'intérieur.
L'encolure est courte,,, arquée, et large à sa base. Le garrot est relativement sorti. L'épaule est droite,. Le thorax est ample mais peu profond. Le dos et les reins sont courts et droits. Le ventre a du volume,. La croupe est inclinée,,, avec une queue attachée bas. 
Les membres ont des canons et des paturons courts. Le pied est petit. La crinière et la queue sont fournies,,.

### Robe et pelage

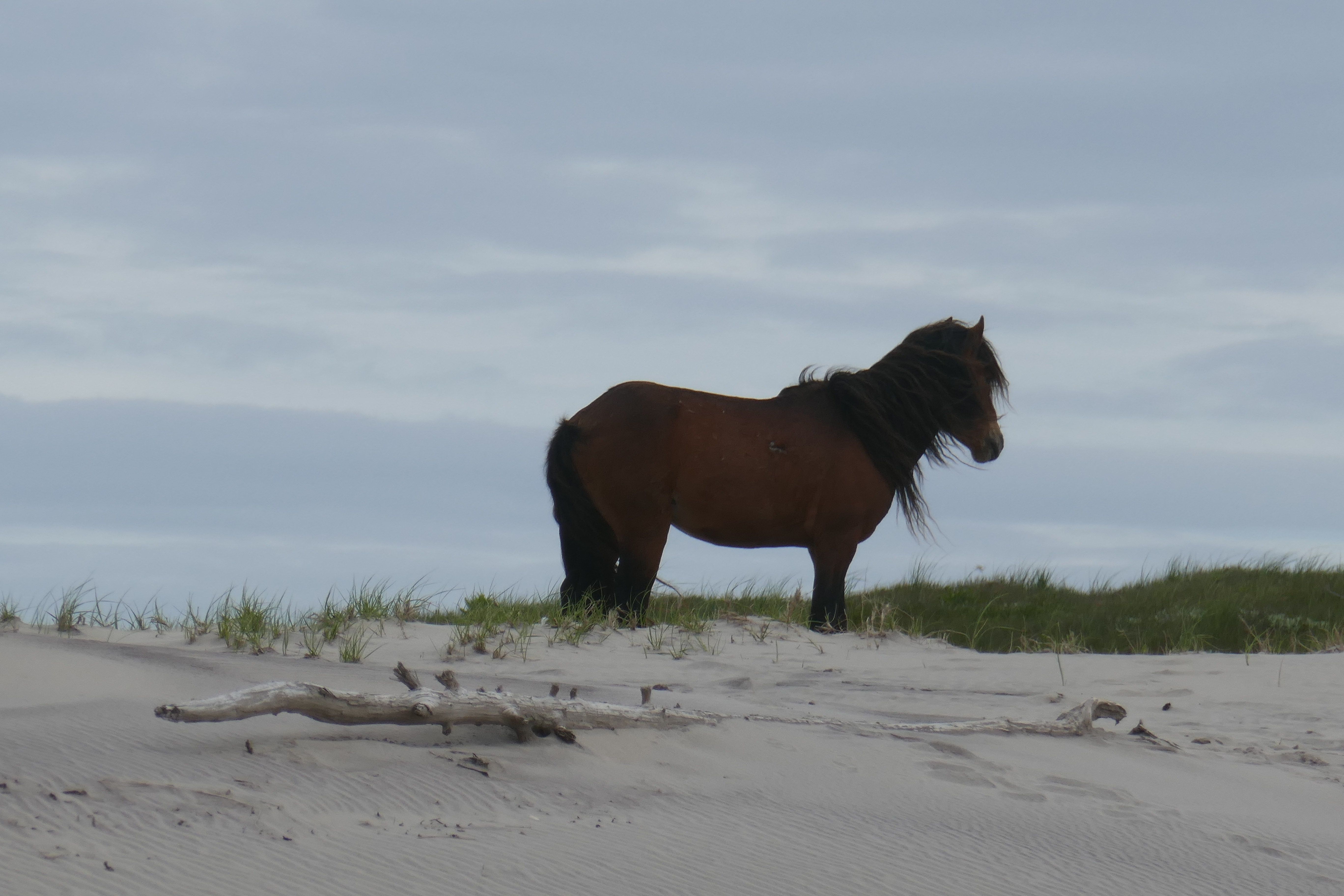
Cheval de l'île de Sable de robe baie.

Leurs robes sont pour la plupart des couleurs sombres proches du « brun foncé », soit le bai, l'alezan ou le noir, mais également le gris selon trois auteurs,,. Kholová cite le gris et le noir comme des robes rares. Au contraire, selon Dutson et Hendricks, le gris n'est jamais observé, de même que le rouan, le dun, le tacheté et le palomino,. Dutson estime aussi que les descriptions de chevaux noirs sont peut-être des descriptions erronées de bais foncés vus à distance. 
D'après Silver, l'alezan est la couleur la plus fréquente, souvent dans des nuances foncées. Selon Dutson, c'est le bai qui est le plus fréquent, souvent avec des marques pangarées telles que le museau plus clair, et des raies de mulet. Selon le Nova Scotia Museum of Natural History, environ la moitié des chevaux sont des bais, le reste étant réparti entre l'alezan, le palomino et le noir. Certains chevaux possèdent des marques blanches, Dutson et Hendricks évaluant à environ 45 % le taux de présence de telles marques,. 
Le pelage double de volume en hiver, grâce à un poil laineux,,.

### Mode de vie

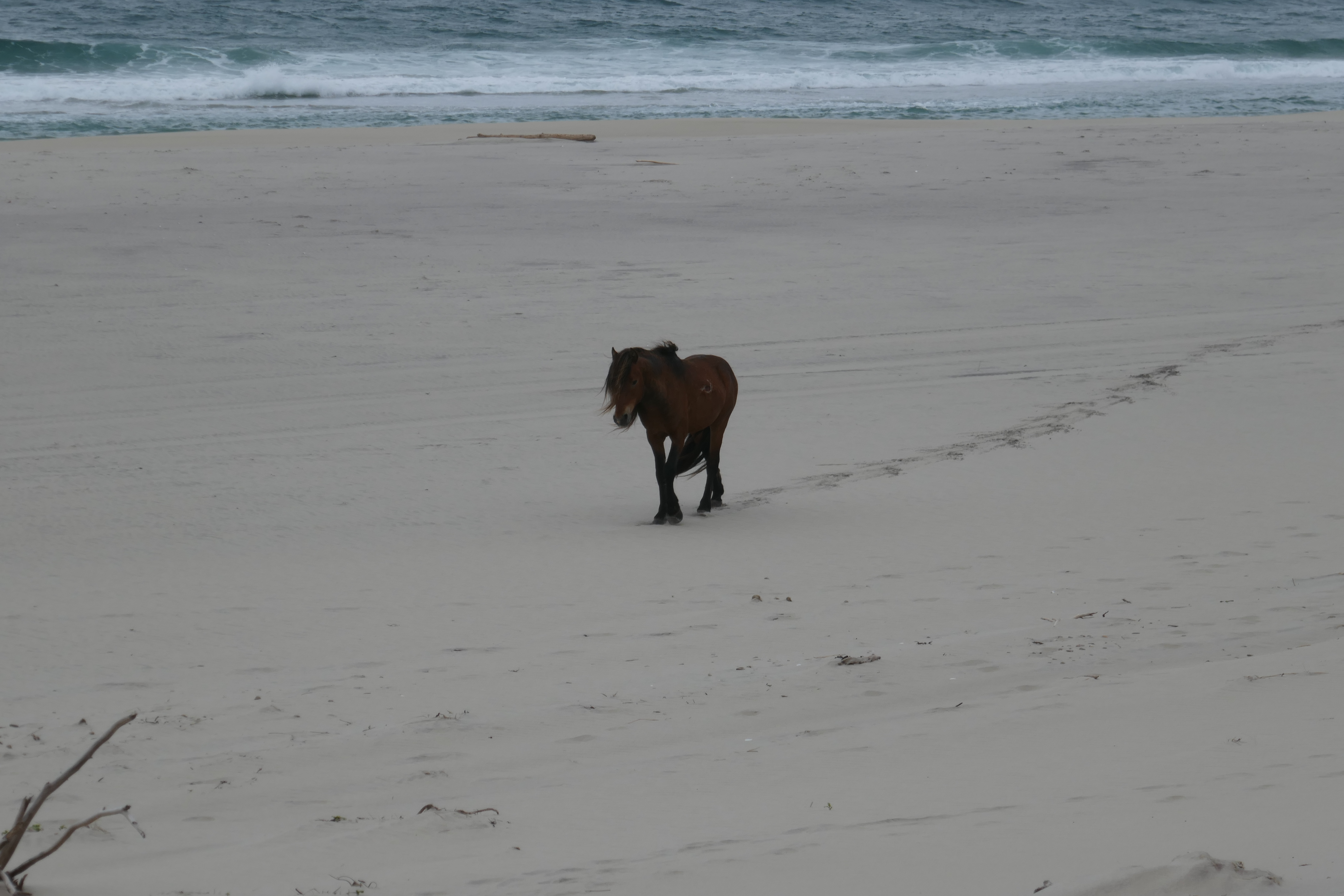
Cheval de l'île de Sable sur une plage de l'île.

C'est un animal très sobre et résistant, doué d'une grande force,,, ainsi que d'une certaine nervosité. Les chevaux présents sur l'île se nourrissent essentiellement de plantes ammophiles,, de pâturin des prés et de fétuque rouge, et plus rarement de sablines et d'algues. La présence de chevaux sur l'île affecte la croissance et la répartition des espèces végétales, plus particulièrement d′Ammophila breviligulata. L'ingestion de sable pendant le broutage use précocement leurs dents et provoque des blocages du tube digestif, ce qui peut conduire à des morts prématurées,.
Les mouvements des chevaux sur l'île sont à prendre en compte pour assurer leur conservation. L'analyse de carcasses de ces chevaux morts sur l'île en 2017 a permis de conclure que les principales causes de mortalité sont la faim et l'hypothermie chez les jeunes individus. Il y a également un taux très élevé de parasitisme, mais qui ne semble pas provoquer de mortalité élevée. Les plus fortes mortalités ont lieu à la fin de l'hiver et au début du printemps. Quand l'hiver est doux, le taux de mortalité est plus bas, soit aux alentours de 5 %.
La population n'est pas également répartie entre mâles et femelles adultes, ce qui pourrait s'expliquer par une mortalité plus élevée des femelles gestantes ou post-partum.

### Aplombs et allures
Les chevaux de l'île du Sable peuvent présenter des défauts d'aplombs. Une analyse de leurs sabots montre de fréquentes anormalités, plus ou moins handicapantes, telles que des talons trop longs, des seimes et de l'encastelure.
Un certain nombre de ces chevaux vont l'amble naturellement,.

### Génétique

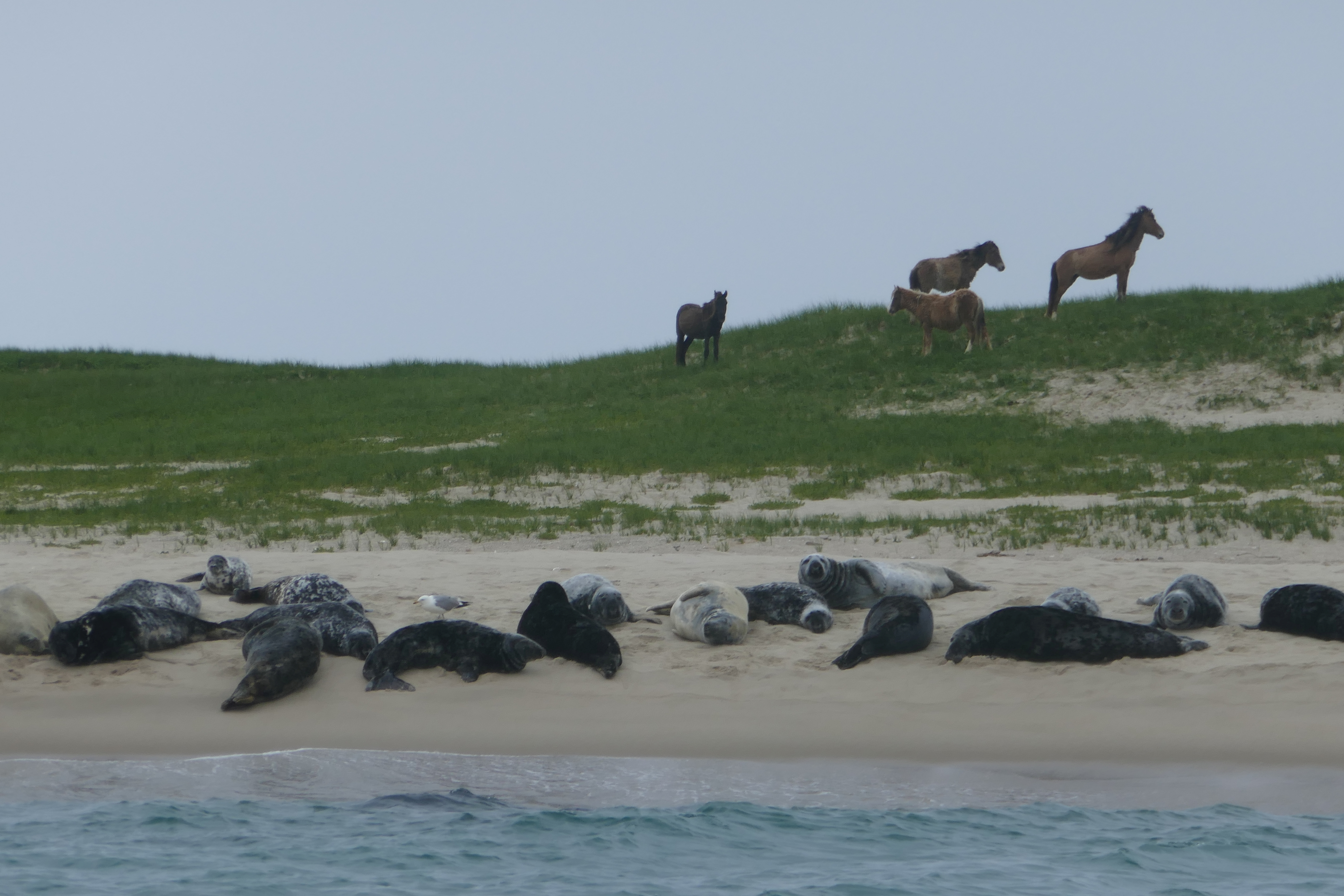
Groupe de chevaux de l'île de Sable à proximité d'un groupe de phoques, 2016.

C'est l'une des rares populations chevalines à ne pas avoir connu d'élevage sélectif « améliorateur » depuis 1961,,. Cela lui confère un grand intérêt biologique,, en raison de sa dérive génétique et de la sélection naturelle vers une adaptation aux conditions rigoureuses de l'île.
Une première analyse génétique publiée en 2007 conclut à un nombre moyen d'allèles par locus de 4,67 parmi les chevaux de l'île de Sable, et à une hétérozygotie moyenne de 0,626 (contre 0,787 chez la race Asturcón), ce qui le place à une diversité génétique comparable voire légèrement supérieure à celle des autres races de chevaux, avec une divergence significative par rapport à ces autres races.
D'après une analyse de génome mitochondrial publiée en 2012, le cheval de l'île de Sable a la plus basse diversité génétique parmi les vingt-quatre races étudiées, lesquelles incluent d'autres chevaux sauvages d'Amérique du Nord ainsi que des races britanniques. En 2015, une nouvelle analyse publiée dans le Journal of Heredity conclut que tous les chevaux actuels de l'île de Sable descendent de quarante-huit individus, mais ne sont pas menacés de consanguinité.
En 2024 est publiée une analyse du risque de dépression de consanguinité ; les risques les plus importants portent sur les chevaux de la partie occidentale de l'île, les juvéniles, et les juments allaitantes.

## Utilisations
Historiquement, les chevaux de l'île de Sable ont pu être montés ou mis à la traction légère,. Ils sont aptes à l'endurance, à l'équitation de loisir ou en équitation de travail.
La population subsistante depuis 2019 n'a pas d'interaction avec les humains. Parcs Canada impose en effet une distance d'observation de 20 mètres au minimum et des mesures de biosécurité pour cette population insulaire. Éventuellement, en cas de besoin de régulation, ces animaux peuvent être capturés et vendus sur le continent, cependant ce type d'intervention est très rare.

## Diffusion

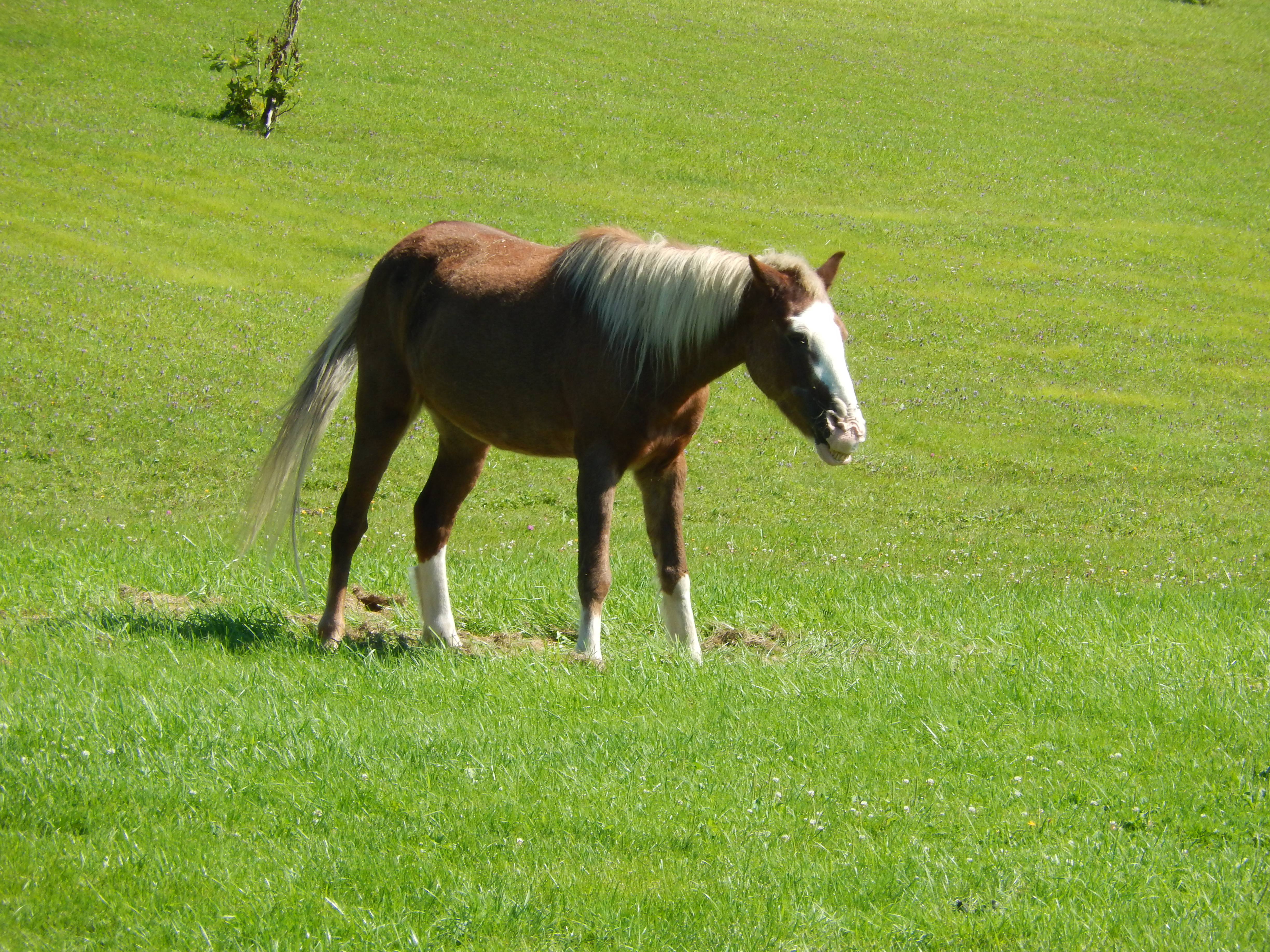
Le dernier cheval de l'île de Sable présent sur le continent, ici à l'âge de 28 ans, deux ans avant sa mort.

Il est considéré comme une race rare,, emblématique de son île. Cette population de chevaux est en effet propre à l'île de Sable, dans la province de Nouvelle-Écosse, au Canada,. Ces chevaux vivent sans abri ni protection contre le vent, à l'état sauvage. Ils pâturent sur une végétation peu abondante et survivent grâce à la présence d'un lac d'eau douce au centre de l'île, qui est une langue de sable sans arbres. Ils peuvent aussi creuser le sable pour trouver la nappe phréatique,. Les troupeaux sauvages sont de petits groupes familiaux comptant en moyenne trois juments chacun, pour un total moyen de six individus avec l'étalon et les poulains.
Il existait aussi une petite population élevée sur le continent, mais en 2019 le dernier cheval élevé en captivité au parc animalier de Shubenacadie de Nouvelle-Écosse, un mâle, est mort à l'âge de 30 ans, quelques années après sa femelle.
La plupart des sources (aussi bien en 1987 qu'en 1997 et en 2010) estiment la population subsistante sur l'île à environ 300 animaux. Caroline Silver indique en 1984 une population de 200 à 300 têtes. Il y a en moyenne entre 40 et 50 groupes familiaux de chevaux sur l'île, chacun se partageant un territoire d'environ trois kilomètres carrés. Les chevaux n'ont pas de prédateurs sur cette île,.
Un accroissement récent de la population est souligné par Parcs Canada, dépendant du gouvernement du Canada. En 2024, le cheptel est d'environ 470 chevaux.